# Tryphon incisus
Tryphon incisus là một loài tò vò trong họ Ichneumonidae.